# 春黄菊叶马先蒿高升亚种
春黄菊叶马先蒿高升亚种（学名：Pedicularis anthemifolia ssp. elatior）为玄参科马先蒿属下的一个亚种。

## 扩展阅读
- 維基物種上的相關：春黄菊叶马先蒿高升亚种